# Yevseyevski
Yevseyevski (del ruso: Евсеевский) es un jútor del raión de Krymsk del krai de Krasnodar, en Rusia. Está situado a los pies de las estribaciones septentrionales del Cáucaso occidental, a orillas del embalse Varnavinskoye sobre el Adagum, de la cuenca del Kubán, 19 km al nordeste de Krymsk y 68 km al oeste de Krasnodar. Tenía 663 habitantes en 2010
Pertenece al municipio Yúzhnoye.